# Schilferkopslang
De schilferkopslang (Bitia hydroides) is een slang uit de familie waterdrogadders (Homalopsidae).

## Naam en indeling
De wetenschappelijke naam van de schilferkopslang werd voor het eerst voorgesteld door John Edward Gray in 1842. De slang werd eerder tot de geslachten Homalopsis en Hypistes gerekend. Ook de soortaanduiding is aan verschillende spelwijzen onderhevig geweest, variërend van hydrinus en hydrina tot het huidige hydroides. Er zijn hierdoor verschillende wetenschappelijke namen in gebruik. Het is de enige soort uit het monotypische geslacht Bitia, dat eveneens werd beschreven door Gray in 1842.

## Uiterlijke kenmerken
De slang bereikt een lichaamslengte tot ongeveer 80 centimeter. De kop is bij de juvenielen klein en niet duidelijk te onderscheiden van het lichaam door het ontbreken van een duidelijke insnoering. Oudere dieren hebben echter een grotere kop. Het voorste deel van het lichaam is dunner dan het achterste deel. De ogen zijn relatief klein en aan de boven zijde van de kop gelegen. De slang heeft 37 tot 43 rijen gladde schubben in de lengte op het midden van het lichaam en 157 tot 165 schubben aan de buikzijde. Onder de staart zijn 24 tot 34 schubben aanwezig. De lichaamskleur is grijsbruin tot bruin of lichtbruin, op het lijf zijn smalle dwarsbanden aanwezig die enkele schubben breed zijn. De onderzijde is lichtgeel van kleur.

## Levenswijze
De slang is een typische waterbewoner die jaagt op vissen en dan voornamelijk grondels (Gobiidae). De vrouwtjes zijn levendbarend en brengen levende jonge ter wereld. Een worp bestaat gewoonlijk uit een tot 10 juvenielen.

## Verspreiding en habitat
De soort komt voor in delen van Azië en leeft in de landen Myanmar, Thailand en Maleisië. De habitat bestaat uit mangroven, riviermondingen en andere wateren dicht bij de kust.

## Beschermingsstatus
Door de internationale natuurbeschermingsorganisatie IUCN is de beschermingsstatus 'veilig' toegewezen (Least Concern of LC).